# Porpidinia
Porpidinia is een botanische naam voor een geslacht van korstmossen behorend tot de familie Lecideaceae. 

## Soorten
Het geslacht bestaat volgens Index Fungorum uit de volgende twee soorten (peildatum november 2021):
| Soortnaam             | Auteur(s)                       | Publicatiejaar |
| --------------------- | ------------------------------- | -------------- |
| Porpidinia brevispora | L.S. Yakovchenko & E.A. Davydov | 2020           |
| Porpidinia tumidula   | (Sm.) Timdal                    | 2010           |